# James Wan
James Wan, född 26 februari 1977 i Kuching, Malaysia, är en australisk filmregissör, producent och manusförfattare av kinesisk börd. Han träffade Leigh Whannell när de gick på en filmskola i Melbourne. James Wan regisserade den sjunde delen av Fast & Furious-serien, istället för Justin Lin.

## Filmografi (i urval)

### Regi
- 2000 – Stygian
- 2003 – Saw (kortfilm)
- 2004 – Saw
- 2007 – Dead Silence
- 2007 – Death Sentence (1 november)
- 2010 – Insidious
- 2013 – The Conjuring
- 2015 – Fast & Furious 7
- 2016 – The Conjuring 2
- 2018 – Aquaman
- 2021 – Malignant
- 2023 – Aquaman and the Lost Kingdom

### Manus
- 2000 – Stygian
- 2004 – Saw (berättelse)
- 2006 – Saw III (berättelse)
- 2007 – Dead Silence (berättelse)
- 2016 – The Conjuring 2
- 2026 – SOULM8TE (berättelse)

### Producent
- 2014 – Annabelle
- 2015 – Insidious: Chapter 3
- 2016 – The Conjuring 2
- 2016 – Lights Out
- 2017 – Annabelle: Creation
- 2018 – Insidious: The Last Key
- 2018 – The Nun
- 2019 – The Curse of La Llorona
- 2019 – Annabelle Comes Home
- 2021 – Mortal Kombat
- 2021 – The Conjuring: The Devil Made Me Do It
- 2021 – Malignant
- 2022 – M3GAN
- 2023 – Insidious: The Red Door
- 2023 – The Nun II
- 2023 – Aquaman and the Lost Kingdom
- 2024 – Night Swim
- 2024 – Salem's Lot
- 2025 – The Monkey
- 2025 – M3GAN 2.0
- 2025 – The Conjuring: Last Rites
- 2025 – Mortal Kombat 2
- 2026 – SOULM8TE